# Victor Moore
Victor Moore, född 24 februari 1876 i Hammonton, New Jersey, död 23 juli 1962 i East Islip, Suffolk County, New York, var en amerikansk skådespelare. Moore medverkade i Hollywoodfilmer 1916-1954 och ett större antal Broadway-uppsättningar.
För insatser inom film tilldelades Victor Moore en stjärna på Hollywood Walk of Fame, vid adress 6834 Hollywood Blvd.

## Filmografi i urval
- 1936 – Dansen går
- 1936 – Gold Diggers 1937
- 1937 – Skymning
- 1947 – Luffar-miljonären på 5:e avenyn
- 1948 – Kom och blås!
- 1952 – Vi är inte gifta!
- 1954 – Flickan ovanpå